# Dějiny objevu a výzkumu DNA

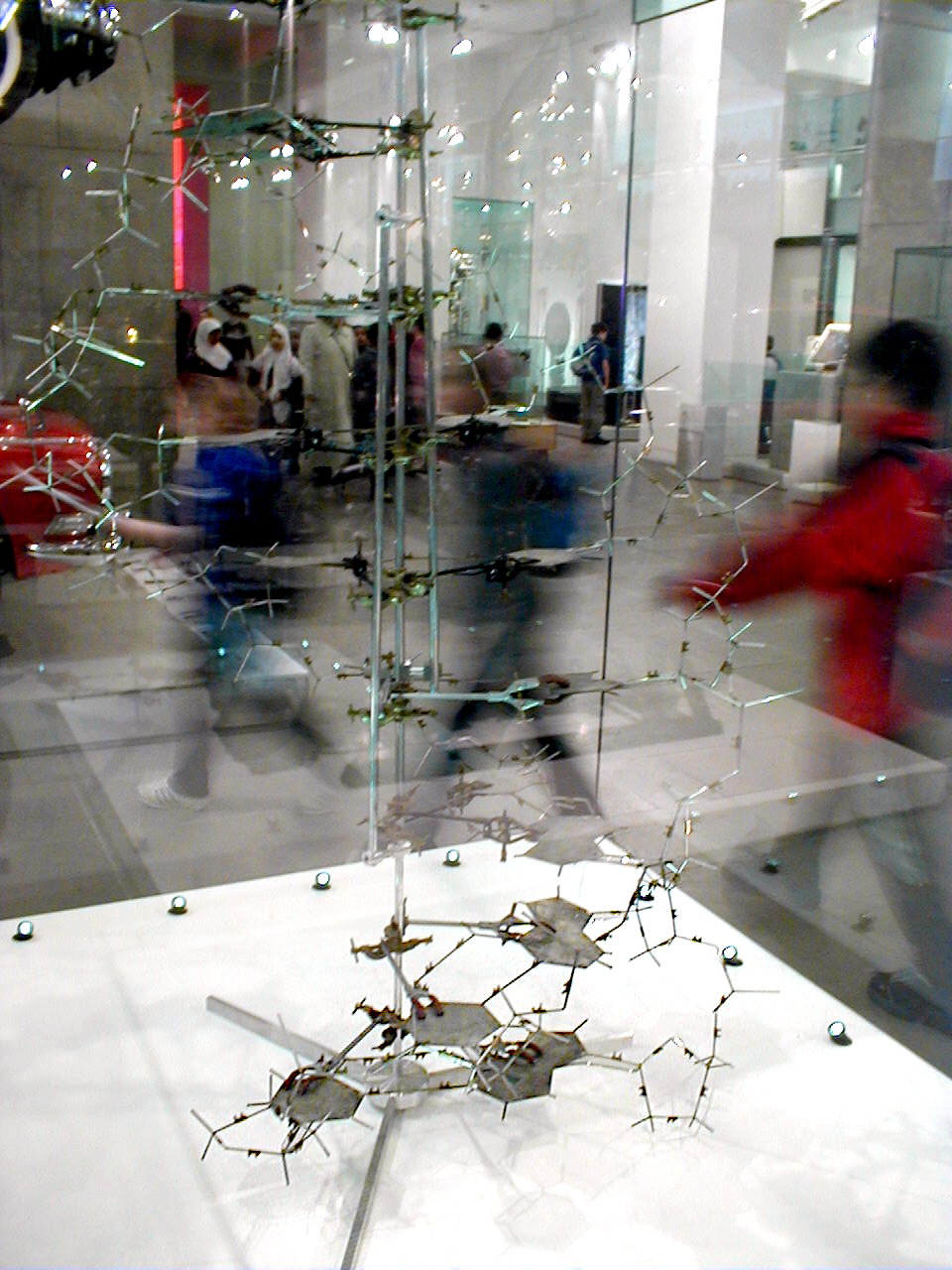
Watsonův a Crickův model dvoušroubovice DNA

Dějiny objevu a výzkumu DNA, deoxyribonukleové kyseliny, začaly již v době, kdy nebylo nic známo o existenci této molekuly, ale objevovaly se vlastnosti živých organismů, které se dnes vysvětlují právě speciální povahou DNA. DNA jako taková byla objevena v roce 1869, její struktura však byla objasněna až v polovině 50. let 20. století. 20. a 21. století jsou ve znamení obrovského rozvoje poznatků o struktuře a vlastnostech deoxyribonukleové kyseliny.

## Dědičnost
Za zakladatele dnešní genetiky je považován brněnský kněz a středoškolský profesor Johann Gregor Mendel, který se zabýval křížením různobarevných odrůd hrachu. Mendel po mnohaletém experimentování a poctivém zapisování statistik svých křížení dospěl k závěru, že barva květů, stejně jako další dědičné znaky, se nezískávají rostliny od mateřské rostliny přímo, ale prostřednictvím tzv. elementů. Tyto elementy významově vlastně odpovídají dnešnímu chápání pojmu gen. Mendel formuloval 2 pravidla, která byla později pojmenována jako Mendelovy zákony a jsou platné pro všechny pohlavně se rozmnožující organizmy.
V své době, kdy se o genetice ještě nic nevědělo, předstihla jeho práce svou dobu a přestože byla poprvé zveřejněna již v roce 1866, veřejné proslulosti se dočkala až mnohem později. Až v roce 1900 ji nezávisle na sobě objevili tři vědci (Erich von Tschermak, Hugo de Vries a Karl Erich Correns) a potvrdili její platnost.

## DNA

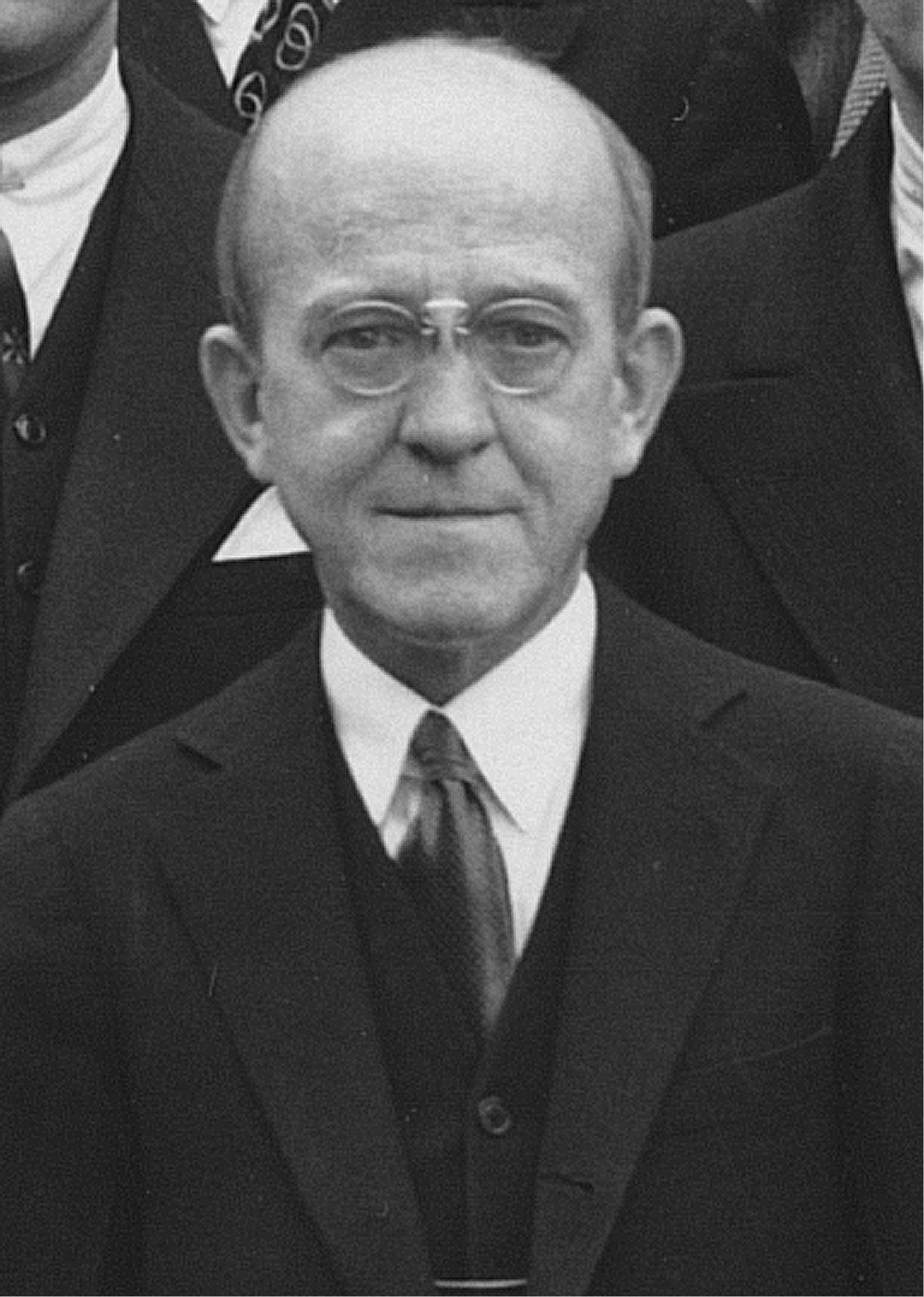
Význam Averyho (na fotografii) spočívá v jeho experimentech, jež objasnily funkci DNA

Molekula DNA jako taková byla objevena v roce 1869, kdy se švýcarskému lékaři Miescherovi podařilo vyizolovat DNA z bílých krvinek, obsažených v hnisu. Nedařilo se však vytvořit dostatečně čistý vzorek na to, aby DNA mohla být dále zkoumána.
O funkci DNA toho dlouho nebylo moc známo. Ve dvacátých letech pak Frederick Griffith dokázal, že je možné pneumokoky jednoho typu přeměnit v typ jiný, pokud jsou vystaveny působení zahřátého buněčného extraktu tohoto jiného typu a že tato změna je trvalá a dědičná. První důkaz o roli DNA v přenosu genetické informace přinesl v roce 1943 slavný Averyho–MacLeodův–McCartyho experiment, který provedli Oswald Avery společně s Colinem MacLeodem a Maclynem McCartym. Sérií pokusů rovněž s transformací pneumokoků zjistili, že DNA je genetickým materiálem buněk. Další důkaz přinesl v roce 1952 Hersheyho-Chaseové experiment, který prokázal, že u virů není podstatou dědičnosti protein (kapsida), nýbrž DNA.

### Struktura DNA

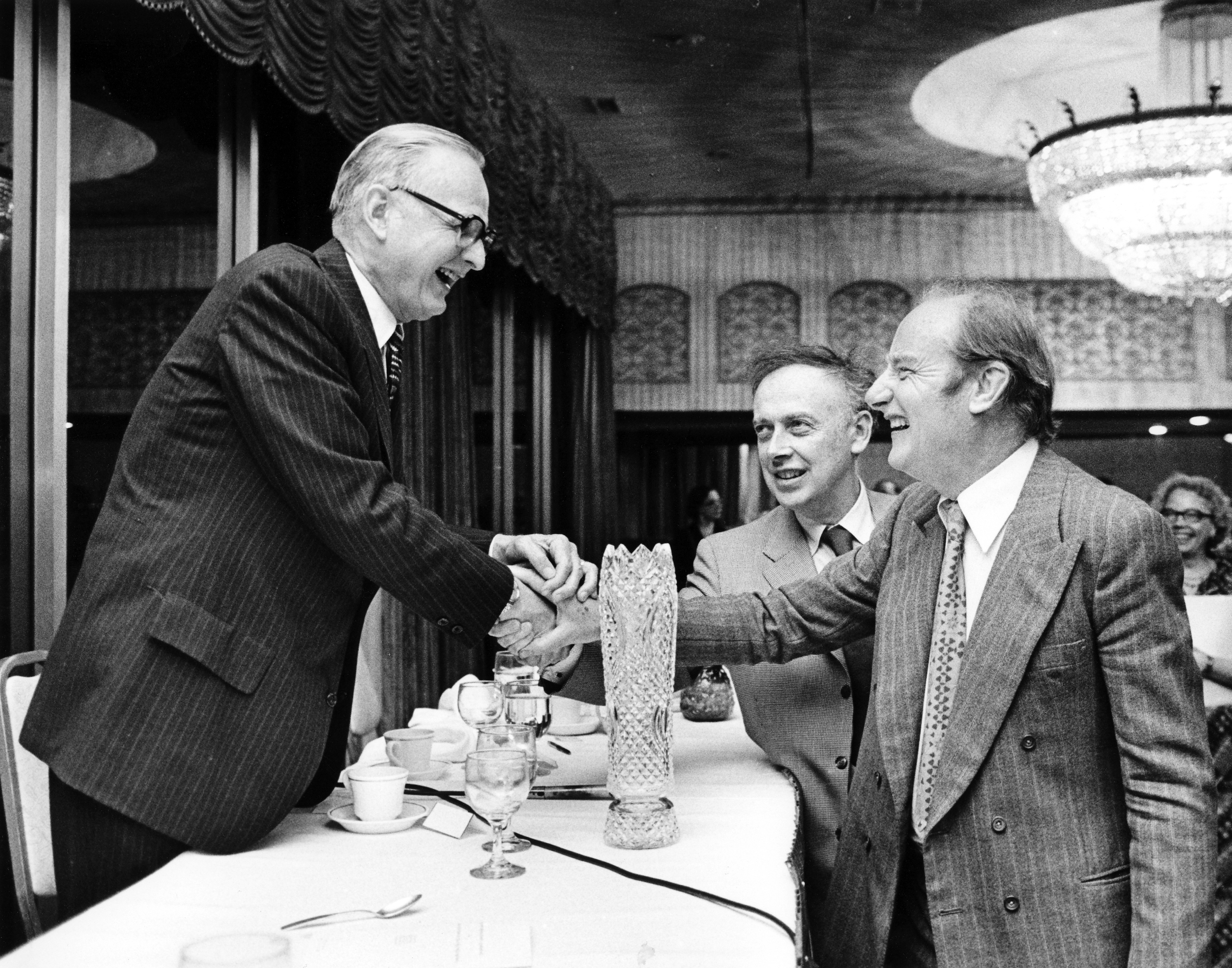
James D. Watson a Francis Crick (vpravo), podávající si ruce s Maclynem McCartym (vlevo).

První rentgenový difrakční obraz DNA byl vytvořen v laboratoři anglického biologa Williama Astburyho v roce 1937. Dlouho však vědci spíše tápali. Objevit charakteristickou strukturu DNA se podařilo až v roce 1953 dvěma mladým vědcům z Cambridge - Američanovi Jamesi Watsonovi a Britovi Francisi Crickovi, který studoval rentgenovou strukturní analýzu. Právě tato experimentální metoda se jevila, při zkoumání struktury DNA, jako nejslibnější. Problémem však bylo, že DNA nebylo možné izolovat čistou a že nekrystalizovala. Přesto Rosalind Franklinová dokázala změřit difrakční vzor DNA. Blízko k sestavení modelu DNA byl Linus Pauling, který sestrojil trojšroubovicový model, bez znalosti difraktogramů Franklinové. Naproti tomu Watson a Crick díky Maurici Wilkinsovi difraktogramy Franklinové spatřili a vyvodili z nich helicitu molekuly a opakující se motiv po 0,2 nm. Model DNA sestavili 28. března 1953. Je jím dvojitý helix s antiparalelní orientací obou řetězců, s bázemi uvnitř molekuly, kde se párují A-T a G-C pomocí vodíkových vazeb a s hlavním řetězcem orientovaným do okolí. Svůj objev prezentovali v časopise Nature článkem „A Structure for Deoxyribose Nucleic Acid“. V roce 1962 obdrželi společně Crick, Watson a Wilkins Nobelovu cenu za fyziologii a lékařství. Franklinová se pro tragické úmrtí této ceny nedočkala.

## Klíčové objevy ve výzkumu DNA
- 1869 - Miescher z lidských bílých krvinek poprvé izoloval DNA.
- 1944 - Avery ukázal, že genetická informace je uchovávána pravděpodobně molekulou DNA a nikoli proteiny, jak se do té doby věřilo.
- 1953 - Watson a Crick s na základě dat Franklinové a Wilkinse poprvé postulovali model sekundární struktury molekuly DNA - model dvoušroubovice DNA.[5]
- 1955 - Kornberg objevil DNA polymerázu.
- 1962 - Arber přinesl první důkazy o existenci DNA restrikčních nukleáz (štěpí v přesně definovaných místech molekulu DNA na fragmenty), které pak Nathans a Smith použijí pro charakterizaci sekvence DNA .
- 1966 - Nirenberg, Ochoa a Khorana rozluštili genetický kód.
- 1967 - Gellert objevil DNA ligázu. Enzym, který se pak začne užívat pro spojování různých fragmentů DNA do jednoho celku.
- 1972 - 1973 - V laboratořích Boyera, Cohena, Berga a jejich kolegů byla vyvinuta technika klonování DNA. (Metoda, či spíš soubor metod, se užívá pro tvorbu rekombinantní DNA. - DNA složené z částí původně odlišných molekul DNA)
- 1975 - Southern vyvinul DNA hybridizační metodiku na bázi gelové elektroforézy pro identifikaci molekul DNA o specifické sekvenci (Southern blot).
- 1975 - 1977 - Sanger s Barrellem a Maxam s Gilbertem vyvinuli techniky sekvenování DNA
- 1981 - 1982 - Palmiter a Brinster přivedl na svět první transgenní myš a Sprandling s Rubinem první transgenní octomilku.
- 1985 - Mullis spolu s kolegy vynalezl PCR
- 1990 - Lipmann spolu s kolegy vytvořil aplikaci BLAST, algoritmus používaný pro vypočítání podobnosti sekvencí a následné dohledávání genů, sekvencí DNA a proteinů na základě vzájemné homologie.
- 1995 - Venter a jeho tým osekvenovali první kompletní genom, a to genom bakterie Haemophilus influenzae
- 2001 - Konzorcium participujících vědců HUGO oznámilo dokončení sekvenačního projektu lidského genomu, jenž přečetl lidský genom.